# Збиневич-Зысман, Яков Осипович
Я́ков О́сипович Збине́вич-Зы́сман (Збине́вич) (14 декабря 1894, Варшава — 20 сентября 1937, Москва) — российский революционер, партийный деятель, журналист, государственный чиновник, управляющий Всесоюзным литературно-иллюстрационным фотоиздательским трестом «Союзфото», ответственный редактор журнала «Советское фото» (1934—1935).

## Биография
Родился 14 декабря 1894 года в Варшаве в семье служащего. В 1911 году окончил Варшавское реальное училище. В революционном движении с 1910 года, в 1910 и 1911 годах подвергался арестам.
В 1911—1914 годах учился на юридическом факультете Парижского университета и в Высшей школе политических наук, одновременно работал в конторе парфюмерной фабрики «Бердье». В 1915 году был призван в армию, вскоре был освобождён от военной службы по болезни. В 1915—1918 годах учился в Московском городском народном университете имени А. Л. Шанявского.
С мая 1917 года член польской секции ЦК РСДРП(б), участник Октябрьской революции в Замоскворечье. С декабря 1917 — член редколлегии газеты «Трибуна коммунистична» и член коллегии Польского комиссариата Наркомнаца РСФСР. С февраля по октябрь 1919 года — член коллегии Наркомпроса Литовско-Белорусской советской социалистической республики. Член редколлегии газеты «Знамя коммунизма» (1920). В 1920—1921 годах — политработник, начальник польского отдела Литиздата Западного фронта.
В 1921—1922 годах — ответственный инструктор Польского бюро ЦК РКП(б), одновременно преподавал новейшую историю стран Запада в Коммунистическом Университете им. Я. М. Свердлова. С октября 1921 года — преподаватель Коммунистического университета малых народов Запада (КУМНЗ). С июня по август 1921 года — уполномоченный Исполнительного комитета Коммунистического интернационала (ИККИ) на III Конгрессе Коминтерна.
В 1922—1923 годах — заведующий агитационно-пропагандистским отделом и член бюро Выксунского уездного комитета РКП(б). Редактор газеты «Выксунская правда», преподавал в Выксунской советской партийной школе.
В 1923—1924 годах — преподаватель рабфака Нижегородского государственного университета (НГУ). В 1924—1929 годах — преподаватель истории партии и ленинизма Нижегородского педагогического института (с 1926 года — педагогического факультета НГУ). Одновременно работал ответственным редактором газеты «Нижегородская коммуна» (1927—1929). В 1927 году — кандидат в члены бюро, затем — член бюро Нижегородского губкома, с августа 1929 года кандидат в члены бюро Нижегородского крайкома ВКП(б). Член художественного совета Нижегородского государственного театра (1928). Был председателем юбилейной комиссии по празднованию 100-летия со дня рождения Н. Г. Чернышевского в Нижнем Новгороде (1928).
В 1929—1930 годах — заместитель заведующего иностранным отделом ТАСС. В 1930—1931 годах — корреспондент ТАСС в Италии.
В 1931—1933 годах — начальник сектора печати Госплана СССР.
В 1933—1935 годах — управляющий Всесоюзным государственным литературно-иллюстрационным фотоиздательским трестом «Союзфото». Ответственный редактор журнала «Советское фото» (1934—1935). Член оргкомитета Выставки мастеров советского фотоискусства (1935). Выступал с критикой проявлений формализма в произведениях фотоискусства. В 1935 году по случаю 15-летия советского кинематографа был награждён почётной грамотой Главного управления кинофотопромышленности (ГУКФ) при СНК СССР и юбилейным значком ГУКФ.
В 1935 году был исключён из партии. В 1935—1937 годах — заведующий иностранным отделом редакции газеты «Водный транспорт».
28 июля 1937 года был арестован. 20 сентября 1937 года приговорён Военной коллегией Верховного суда СССР к ВМН по обвинению в участии в антисоветской организации, расстрелян в тот же день. Репрессиям была подвергнута и семья Я. О. Збиневича.
Реабилитирован Военной коллегией Верховного суда СССР 12 ноября 1955 года.
Автор ряда статей и докладов о Максиме Горьком.